# Grb Senegala
Grb Senegala potječe iz 1960-ih.
Sastoji se od štita okruženog bijelim vjencem. Na lijevoj polovini štita nalazi se zlatni lav na crvenoj podlozi, a na desnoj stablo baobaba iznad zelene valovite linije. Iznad štita je zelena zvijezda koja se nalazi i na zastavi Senegala. Na vijencu je državno geslo ispisano na francuskom Un Peuple Un But Une Foi (Jedan narod, jedan cilj, jedna vjera). 